# Catherine King
 (mai 2025).
Si vous disposez d'ouvrages ou d'articles de référence ou si vous connaissez des sites web de qualité traitant du thème abordé ici, merci de compléter l'article en donnant les références utiles à sa vérifiabilité et en les liant à la section « Notes et références ».
Catherine King, née le 2 juin 1966 à Melbourne (Victoria), est une femme politique australienne, membre du Parti travailliste (ALP).
Élue représentante de la circonscription de Ballarat lors des élections fédérales de 2001, elle occupe plusieurs fonctions ministérielles à partir de 2013, brièvement nommée ministre des Services régionaux, des Gouvernements locaux et des Territoires mais également ministre pour la Sécurité routière sous Kevin Rudd, puis passe ministre de l'Australie régionale, des Affaires locales et des Territoires sous Julia Gillard.
Durant les neuf années de gouvernance libérale-nationale, elle est ministre fantôme de la Santé dans le cabinet fantôme de Bill Shorten puis devient ministre fantôme de l'Infrastructure, des Transports et du Développement régional dans le cabinet fantôme d'Anthony Albanese. Après la victoire de l'ALP lors des élections fédérales de 2022, elle est nommée ministre dans le premier gouvernement Albanese, en conservant son portefeuille occupé au sein du cabinet fantôme, avec en charge supplémentaire les Collectivités locales. 